# Lourdes Álvarez García
Lourdes Álvarez García (El Agüeria de Urbiés, Mieres (Asturias), 1961) es una filóloga y escritora española en asturiano. 

## Trayectoria
Licenciada en Filología Hispánica por la Universidad de Oviedo, desde muy joven colaboró en revistas en asturiano como Cuélebre Literario, Malku, Adres o Lletres Asturianes. También ha escrito poesía, con lo que es una de las figuras poéticas más reconocidas del Surdimentu y ha sido incluida en varias antologías poéticas,como la de Xosé Bolado, Antoloxía poética del Resurdimientu; Ricardo Labra, Muestra corregida y aumentada de la poesía en Asturias; José Ángel Cilleruelo, Nórdica; y Leopoldo Sánchez Torre, Las Muyeres y los díes de la poesía asturiana contemporánea.
Ha colaborado en la revista Llengues Vives. También ha traducido al asturiano los libros de narraciones infantiles Otto ye un rinoceronte, de OL Kirkegaard y Un sudaca na corte, de Daniel Moyano.

## Obra
Álvarez García parte de una evocación de la realidad y de la experiencia vivida para crear una poética de carácter simbolista, plena de imágenes abstractas y surrealistas.

## Obras
- Aldaba del olvidu (1991)
- Cálices de la nueche (1992)
- Mares d'añil (Ganadora ex aequo del Premio Teodoro Cuesta de Poesía 1992)
- Poesía escoyida. 1985-1997 (1997).
- Como aquella que yeres (Ganadora del Premio Teodoro Cuesta de Poesía 1994)
- Mediando distancies (2006)
- P’anular los adioses (2018)

## Reconocimiento
- En 2019 ganó el XIX Premio de la Crítica en Poesía en su modalidad de asturiano que otorga la Asociación de Escritores de Asturias por su libro P'anular los adioses.[2]
- Es Académica de la Academia de la Llingua Asturiana.[3]